# Paramarphysa proppi
Paramarphysa proppi är en ringmaskart som beskrevs av Averincev 1972. Paramarphysa proppi ingår i släktet Paramarphysa och familjen Eunicidae. Inga underarter finns listade i Catalogue of Life.